# Valery Boucher
Pour les articles homonymes, voir Boucher.
 (juin 2008).
Si vous disposez d'ouvrages ou d'articles de référence ou si vous connaissez des sites web de qualité traitant du thème abordé ici, merci de compléter l'article en donnant les références utiles à sa vérifiabilité et en les liant à la section « Notes et références ».
Valery Boucher (né le 21 mai 1970 à Lyon) est un boxeur français. Il fut champion du monde de boxe française en 1993 et 8 fois champion de France. 1 fois champion du monde et 2 fois champion d'Europe